# Ary Papel
Manuel David Afonso hay Ary Papel (sinh ngày 3 tháng 3 năm 1994) là một cầu thủ bóng đá người Angola thi đấu ở vị trí tiền vệ với tư cách là cầu thủ tự do.

## Sự nghiệp quốc tế

### Bàn thắng quốc tế
Tỉ số và kết quả liệt kê bàn thắng của Angola trước.
| Bàn thắng | Ngày                 | Địa điểm                                          | Đối thủ  | Tỉ số | Kết quả | Giải đấu                            |
| --------- | -------------------- | ------------------------------------------------- | -------- | ----- | ------- | ----------------------------------- |
| 1.        | 15 tháng 10 năm 2014 | Sân vận động 11 tháng 11, Luanda, Angola          | Lesotho  | 2–0   | 4–0     | Vòng loại CAN 2015                  |
| 2.        | 21 tháng 6 năm 2015  | Sân vận động Quốc gia Somhlolo, Lobamba, Eswatini | Eswatini | 2–0   | 2–2     | Vòng loại Cúp bóng đá châu Phi 2016 |
| 3.        | 17 tháng 10 năm 2015 | Sân vận động Rand, Johannesburg, Nam Phi          | Nam Phi  | 2–0   | 2–0     | Vòng loại Cúp bóng đá châu Phi 2016 |
| 4.        | 25 tháng 1 năm 2016  | Sân vận động Amahoro, Kigali, Rwanda              | Ethiopia | 1–0   | 2–1     | Giải vô địch bóng đá châu Phi 2016  |
| 5.        | 25 tháng 1 năm 2016  | Sân vận động Amahoro, Kigali, Rwanda              | Ethiopia | 2–0   | 2–1     | Giải vô địch bóng đá châu Phi 2016  |
| 6.        | 8 tháng 10 năm 2021  | Sân vận động 11 tháng 11, Luanda, Angola          | Gabon    | 2–0   | 3–1     | Vòng loại World Cup 2022            |